# Color de ojos
| Ojos de aspecto verde. |

| Ojos rojos de una persona albina. |

| Ojos de color castaño. |

| Ojos de aspecto verde. |

| Ojos rojos de una persona albina. |

| Ojos de color castaño. |

| Ojos ámbar. |

| Ojos marrones. |

| Ojos de color azul. |

| Ojos ámbar. |

| Ojos marrones. |

| Ojos de color azul. |

El color de ojos es un rasgo anatómico genético que está determinado por la cantidad y la distribución de melanina en el iris. Es un proceso complejo en el que intervienen varios genes en pos del resultado final. De igual forma son tres los elementos del iris que contribuyen a darle su color: la melanina del epitelio del iris, la melanina de la parte anterior del iris y la densidad del estroma del iris. Además de la melanina otro pigmento que actúa en el proceso es el lipocromo. Asimismo, los dos tipos de melanina que participan en el proceso son la eumelanina, de aspecto marrón oscuro, y la feomelanina, de aspecto pardo amarillento-rojizo. En todos los colores de ojos, a excepción de condiciones anómalas, el pigmento del epitelio del iris es siempre la eumelanina, presentándose en gran cantidad. De esta forma, la variación del color de ojos se produce en principio por el pigmento de la parte anterior del iris y de cuanta luz absorbe el estroma de acuerdo a su densidad.

## Determinantes

### Determinantes antropológicos
En el mundo existe una relativa uniformidad en el color de ojos, siendo común el castaño. Sin embargo, la excepción es Europa, donde se generó una diversidad de colores: avellana, verde, azul y gris. En un principio se pensó que tal particularidad era un efecto secundario de la selección natural, asociado a la piel más clara para asegurar la suficiente vitamina D en las latitudes considerablemente alejadas del ecuador terrestre. Sin embargo, la pigmentación de la piel es afectada solo ligeramente por los genes para el color de ojos, no habiendo relación en muchos casos. También se señaló como causa una hibridación con los neandertales. No obstante, el genoma mitocondrial recuperado de estos últimos muestra una discontinuidad genética en comparación a los europeos modernos, de tal forma que si afirmamos que hubo algún flujo de genes entre ambos, este no fue proporcionado, considerando el porcentaje de europeos con los ojos claros. Finalmente, algunos genetistas, como Luigi Cavalli-Sforza, afirman que la respuesta se encuentra en la selección sexual. Cuando un sexo supera en número al otro, los individuos del primer grupo deben competir por una pareja, recurriendo a estrategias para captar la atención, tales como el uso de colores brillantes o llamativos.

### Determinantes genéticos
El color de ojos es un carácter hereditario influido por varios genes. Así, en los seres humanos, se conocen varios genes asociados a este:
- EYCL1: es responsable de la determinación de los colores verde y azul —alelo dominante y recesivo, respectivamente—. Está localizado en el cromosoma 19.[8]
- EYCL2: es el principal responsable del color marrón, y se encuentra probablemente en el cromosoma 15.[8]
- EYCL3: figura entre los genes que regulan la cantidad de melanina del organismo animal. Es así como en los seres humanos estos están estrechamente relacionados con los genes responsables de la pigmentación de piel y pelos, y que en conjunto corresponden a los mismos que mutados o alterados causan los distintos tipos de albinismos oculocutáneos, denominados OCA1-4, y que se encuentran ubicados en el cromosoma 15.[1][4] De estos, el gen P, ubicado en (15q11-12) y responsable asimismo del albinismo oculocutáneo de tipo 2 o también denominado OCA2; es uno de los responsables del color de ojos,[9] principalmente de las tonalidades marrón y azul —alelo dominante y recesivo, respectivamente—.[8]
- Otros genes implicados son el SLC24A4, ubicado en (14q32.12); y el TYR, ubicado en (11q14-q21).[10]

Sin embargo, los verdaderos responsables de la variación del color de ojos se hallan en polimorfismos de nucleótidos simples o SNP dentro de estos genes. No se sabe con exactitud el número de SNP que contribuyen a esta variación, pero se han detectado probables candidatos. Asimismo, mediante análisis se han obtenido resultados acerca de los posibles SNP que poseen mayor implicación en el efecto. Un estudio realizado en la Universidad de Copenhague, descubrió que un solo SNP, localizado en HERC2, que regula la expresión del gen para OCA2, es el responsable de la tonalidad azul de los ojos en un 74 %. Otro estudio, efectuado por la Facultad de Medicina de la Universidad Erasmo de Róterdam en 2009, reveló que de un total de 37 SNP provenientes de 8 genes que tienen relación con el color de ojos, era posible predecir con solo 6 SNP provenientes de 6 genes el tono marrón en un 93 %, el azul en un 91 % y para los tonos intermedios en un 73 %. Los restantes SNP intervinieron mínimamente en la predicción. Este mismo estudio indica que la baja precisión para los últimos es explicada —en parte— por el desconocimiento de otros SNP asociados. Sin embargo, e incluso así, colores como el gris y el ámbar aún no tienen explicación desde el punto de vista genético.

## Clasificación del color

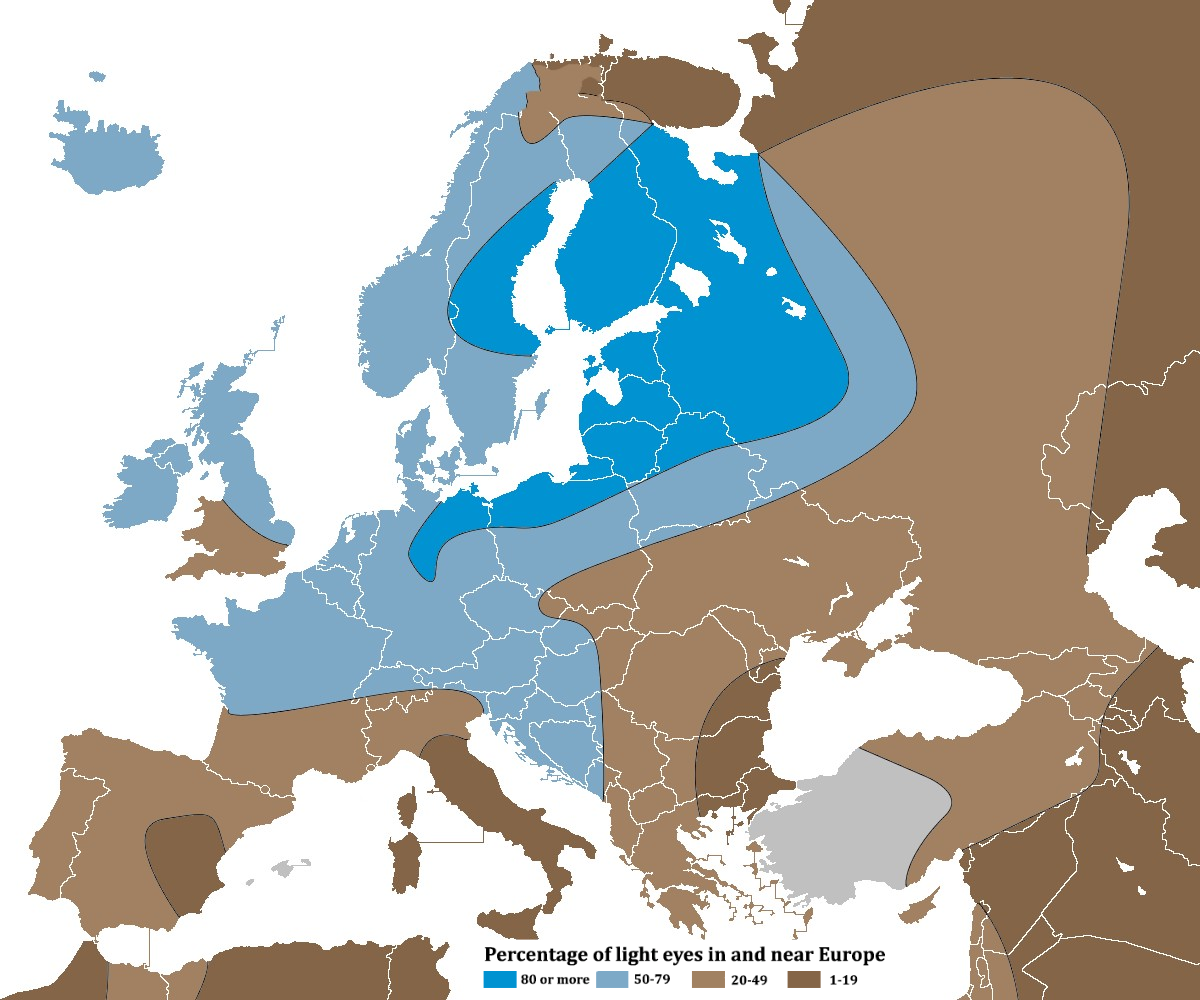
Porcentaje de ojos claros (azules y verdes) en Europa y sus alrededores:
80+
50-79
20-49
1-19

El color del iris puede proporcionar una gran cantidad de información sobre una persona, y una clasificación de colores puede ser útil para documentar cambios patológicos con directo o indirecto origen en la zona del ojo, y también determinar cómo una persona puede responder a distintos productos farmacéuticos respecto a estos cambios. Los sistemas de clasificación han variado desde una descripción básica de claro u oscuro, hasta graduaciones detalladas que emplean estándares fotográficos para comparación. Sin embargo, en la medida que se ha logrado importantes avances en el ámbito fisiológico y genético en la configuración del ojo, se han establecido estándares objetivos de comparación de colores. Los colores normales de los ojos van desde los tonos más oscuros de marrón hasta los tonos más claros de azul. Para satisfacer la necesidad de una clasificación estandarizada, a la vez simple, pero suficientemente detallada para fines de investigación, se ha desarrollado un sistema graduado, basado en la cantidad de eumelanina, feomelanina y lipocromo presentes, que son los pigmentos que explican y dan por resultado la composición tonal de la apariencia externa del iris.
Algunos ojos, e independiente del color, tienen un anillo oscuro alrededor del iris, llamado anillo limbal, localizado en el limbo esclerocorneal. Este anillo es una manifestación de color oscuro del limbo corneal resultante de las propiedades ópticas de dicha región. Se ha sugerido que su grosor puede correlacionarse con el estado de salud y con la edad, además de contribuir como un aspecto estético adicional en el conjunto tonal del ojo.

## Colores en seres humanos

### Negros
La naturaleza de los ojos negros es similar a la de los ojos marrones, con la diferencia de que presentan altísima cantidad de eumelanina. Debido a la oscuridad de la pupila, es difícil distinguirla del iris; y es relativamente frecuente en personas de piel oscura. Los primeros humanos habitaron zonas tropicales y se considera que debieron haber tenido ojos oscuros para protegerse del sol.

### Castaños
Los ojos de color marrón, café o castaño contienen grandes cantidades de eumelanina (marrón oscura) en la parte anterior del iris, que sirven para absorber gran cantidad de luz, especialmente las longitudes de ondas más cortas de esta. Es uno de los fenotipos más comunes para el color de ojos en los seres humanos. Estudios realizados en el Instituto Universitario de Genética y Bioquímica Médica del Centro Danés de Investigación del Genoma descubrieron que estos están genéticamente relacionados con el polimorfismo D15S165, acompañado de los marcadores D15S156 y D15S144, todos ellos ubicados en el cromosoma 15 (15q11-21).

### Ámbar
Los ojos de color ámbar son de un tono que puede ir del amarillento al rojizo dorado y de tinte cobrizo. El ámbar es un color resultante de bajas cantidades de eumelanina (marrón oscuro) y altas cantidades de feomelanina amarilla (fotosensible). El principal pigmento responsable de esta coloración es el lipocromo o feomelanina, también llamado pigmento fusco, y que se encuentra igualmente presente en los ojos verdes. Genéticamente no existe una explicación para esta coloración.
El ámbar es el tercer color de ojos natural más raro después del verde y el gris, en el 5% de la población mundial.

### Avellana
Alrededor del 18% de la población de EE. UU. y el 5% de la población mundial tienen ojos color avellana. En España, según un estudio realizado sobre 221 fotografías de sujetos, el 55.2% de ellos tenía ojos color verde-avellana. El color avellana para los ojos es un tono resultante de bajas-medias cantidades de eumelanina marrón y cantidades medias de feomelanina amarilla (fotosensible). Asimismo puede contener sectores donde los castaños, ámbar o verde se presenten nítidamente. Desde el punto de vista genético tampoco está clara una explicación para este. Sin embargo, Barry Starr, genetista de la Universidad de Stanford, ha sugerido un modelo probable, basado en un hipotético gen M que actuaría sobre el gen EYCL1, haciendo que este último genere más melanina. El alelo dominante generaría tal efecto, mientras que el alelo recesivo sería un factor neutral. Así, EYCL1 alterado por acción del gen M, y en conjunto con EYCL3, generarían el color avellana de ojos. No obstante, este es solo un modelo probable.

### Verde
Los ojos de color verde son el producto de muy bajas cantidades de eumelanina marrón (resultando en un tono azul claro de base) y bajas-medias cantidades de feomelanina amarilla (fotosensible), por lo que es el tipo de ojos que menos eumelanina presenta, que es la que protege y da un color sólido, y que más sensibles al Sol son, debido a tan baja cantidad de eumelanina y a la presencia de feomelanina. Los genes involucrados en este efecto son EYCL1 y EYCL3. Es así como el alelo dominante para EYCL1, conjugado con cualquier alelo para EYCL3, a excepción del alelo dominante de este último, obtienen como resultado el color verde de ojos.El estrógeno prenatal también puede afectar el color de los ojos, además de favorecer los ojos azules sobre los ojos marrones, el estrógeno prenatal parece favorecer los ojos verdes sobre los ojos azules, el llamado genotipo de ojos azules se expresa con mayor frecuencia en las mujeres como ojos verdes.
Este color es originario de los pueblos caucásicos, y alrededor del 2 % de la población mundial posee este color de ojos. En Escocia, el 29% tienen ojos verdes.En el medio oeste de los Estados Unidos la prevalencia de ojos verdes es 15.2%.En Hungría un 20% de la población tiene ojos verdes.En un estudio en Países Bajos con 1214 holandeses se encontró que el 17 % de las mujeres tiene ojos verdes.

### Azul
Los ojos de color azul o celeste contienen bajas cantidades de melanina en la parte anterior del iris. Son producidos, e incluyendo la característica anterior, porque el estroma, tejido transparente compuesto en parte por colágeno, se interpone en el camino de la luz cuando esta es reflejada por el epitelio del iris hacia el exterior. De esta forma, la luz se dobla cuando incide con el colágeno, siendo reflejado el azul. Genéticamente es la conjugación de los alelos recesivos de los genes EYCL1 y EYCL3. Aparecieron por primera vez hace 10 000 a 6000 años, al noroeste del mar Negro, producto de la mutación genética de un solo individuo.
Hoy en día es reconocible en poblaciones caucásicas y de ascendencia europea. La población mundial de ojos azules se estima entre el 8 y el 10 % y es más abundante en el centro, norte y este de Europa. En Estonia el 99% de la gente tiene ojos azules, afirmó Hans Eiberg del Departamento de Medicina Celular y Molecular de la Universidad de Copenhague. En Eslovenia el 56% tiene ojos azules o verdes. En Irlanda más del 50% tiene ojos azules.En Gran Bretaña el 48% de la población tenía ojos azules en 2014 (30% verde y 22% marrón). También se estima que en Bélgica el 28.9 % tiene ojos azules, Francia el 20.2 %. En una serie de 221 fotografías de sujetos españoles, la distribución de colores del iris es un 16.3 % azul-gris (28.5 % marrón y 55.2% verde-avellana). En Polonia el color azul tienen 52.5%, el color avellana un 21.4%, marrón y verde 13,7% y 12,5% respectivamente. En Crimea el color azul lo tenía el 25%, color intermedio el 24.99% y marrón el 50% y en Países Bajos más del 60% tiene ojos azules. Blue Mountains Eye Study en Australia y Nicolas CM estudiaron a europeos residentes en Australia y demostraron que los iris azules tenían la frecuencia más alta (50% y 65,5%, respectivamente).
Igualmente, en algunos países del norte de África también se encuentra este color de ojos, aunque en números bastante menores que en Europa. En Argelia, por ejemplo, el 2.6% de la población tiene ojos azules y en Marruecos el 2.1%.

### Gris
Se estima que alrededor del 3 % de la población mundial tienen ojos grises, aún se desconocen los factores que conllevan a que el iris adquiera el aspecto gris. Sin embargo, existen dos teorías. La primera de ellas indica que un estroma, compuesto por una gran cantidad de proteínas o por un gran tamaño de estas, se interpone en el camino de la luz cuando esta es reflejada por el epitelio del iris hacia el exterior, doblando la luz de tal forma que es reflejado el gris. La segunda teoría está relacionada con la cantidad y la ubicación de la melanina, y crea dos subcategorías: gris oscuro y gris claro. El gris oscuro sería provocado por una pequeña capa de melanina en la parte anterior del iris, que provocaría que la reflexión del color azul se vea opacada. Por su parte, el gris claro sería causado por una minúscula cantidad de melanina en la parte anterior del iris, aún más reducida que para los ojos azules. Sin embargo, ninguna de estas teorías han sido explicadas genéticamente.

## Cambio en el color de ojos
A menudo, los recién nacidos —en especial aquellos de fenotipo leucodermo caucasoide— poseen una cantidad mínima de melanina en la parte anterior del iris. A medida que el ojo se expone a la luz del sol, los melanocitos en el iris comienzan a producir melanina, y el color de los ojos comienza a cambiar hacia su coloración adulta, alcanzando al menos el 50 % de la densidad adulta de la pigmentación a la edad de tres años. En algunos ancianos, habitualmente también del fenotipo leucodermo caucasoide, la pigmentación puede reducirse con el avance de los años variando ligeramente la tonalidad del iris, además ciertas enfermedades también pueden alterar el color del iris.

## Condiciones anómalas

### Heterocromía
La heterocromía es una condición ocular poco frecuente que ocurre cuando ambos iris presentan distintos colores, caso denominado heterocromía completa; o cuando un solo iris presenta zonas de colores diferenciados notoriamente, caso denominado heterocromía parcial o sectorial. La heterocromía se presenta con poca frecuencia y puede ser congénita o adquirida. La forma congénita es la más rara y está presente desde el nacimiento, pudiendo estar asociada con algunas enfermedades tales como la Neurofibromatosis, el Síndrome de Waardenburg o el Síndrome de Claude-Bernard-Horner. Se presenta de forma habitual en perros, gatos y caballos.

### Aniridia

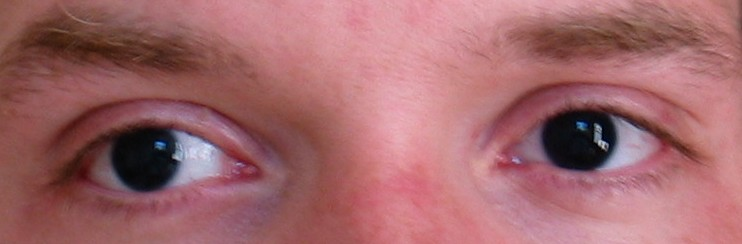
Aspecto de ojos negros en un paciente con aniridia.

La aniridia es una enfermedad bilateral, heredable y poco frecuente. Su principal característica es la ausencia de iris, representado por el aspecto de ojos negros en el afectado. El gen responsable de esta anomalía se encuentra localizado en el cromosoma 11 (11p13), el cual se encarga del correcto desarrollo del globo ocular. Las personas anirídicas tienen una baja visión y fotofobia, pudiendo desarrollar cataratas, glaucoma, nistagmo, hipoplasia macular y foveal, y opacificación corneal por insuficiencia límbica debido a esta enfermedad.

### Albinismo
El albinismo es una condición genética que afecta a los animales, cuya principal característica es la ausencia congénita de melanina en ojos, piel y pelos. Es así como en estos casos el color de los ojos depende del grado de albinismo que posee el paciente. De esta forma, en los casos de leve albinismo oculocutáneo, los afectados poseen generalmente ojos de color azul y gris, o bien café en razas oscuras, lo que es un indicio de poseer cantidades de melanina en el iris que bloquean la luz. Sin embargo, en los casos severos de albinismo oculocutáneo no existe melanina en el iris, por lo que la luz puede pasar a través de este, siendo que en un ojo normal la luz entra en el ojo sólo a través de la pupila. Esto genera el reflejo de la hemoglobina de los vasos sanguíneos de la retina, lo que provoca a su vez el aspecto de ojos color violeta o incluso rojo en el afectado. Los pacientes con albinismo padecen comúnmente de fotofobia, nistagmo, estrabismo, miopía y astigmatismo, producto de la insuficiente cantidad de melanina en los ojos.

### Anillo de Kayser-Fleischer

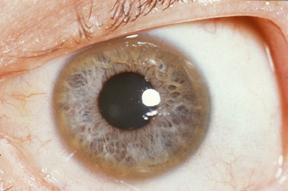
Anillo de Kayser-Fleischer en el borde del iris.

El anillo de Kayser-Fleischer es un depósito de cobre en la periferia corneal de color dorado-verdoso, en el punto en donde esta se une con la esclerótica, y es uno de los síntomas más característicos de la enfermedad de Wilson o degeneración hepaticolenticular, que es un trastorno hereditario poco frecuente que provoca la acumulación de cobre en los tejidos. La enfermedad de Wilson posee tres tipos de síntomas: hepáticos, neurológicos y psiquiátricos, que están asociados al daño de los tejidos producto de la toxicidad generada por la alta cantidad de cobre en el cuerpo. El anillo de Kayser-Fleischer se presenta en el 90 % de los afectados neurológicamente y/o con síntomas psiquiátricos de esta enfermedad.

## Implicaciones médicas
Diversos estudios han demostrado que el color de los ojos tiene relación con diversos riesgos y/o padecimientos de algunas enfermedades:
Un estudio realizado en la Escuela de Medicina de la Universidad de Otago en Nueva Zelanda, demostró que existe una relación estadísticamente significativa entre el color de los ojos y la presión intraocular: la media de las mediciones de la presión intraocular se incrementó con el grado de pigmentación del iris. La presión intraocular elevada es un factor de riesgo para padecer glaucoma.
Otro estudio fue el que llevó a cabo el Servicio de la Retina en la Enfermería Para Ojos y Oídos de Massachusetts, que concluyó que, a medida que disminuye la cantidad de melanina del iris en los pacientes que presentan melanoma —cáncer— en la coroides, existe un mayor riesgo de muerte por metástasis —diseminación del cáncer a otros órganos del cuerpo— proveniente de este melanoma, e independiente de otros factores de riesgo.
Por otra parte, en el Instituto Kresge del Ojo de la Escuela de Medicina de la Universidad del Estado de Wayne, en Detroit, se estudió la relación entre el color del iris y la degeneración macular asociada a la edad. Es sabido que la enfermedad la padecen con mayor frecuencia personas de raza blanca. Sin embargo, los resultados del presente estudio indicaron que entre estos existe una mayor prevalencia de la enfermedad en personas con menor grado de pigmentación del iris.